# Diébougou
Diébougou este un oraș din provincia Bougouriba, Burkina Faso.